# Christiane Paulová
Christiane Paulová (* 8. března 1974 Berlín) je německá herečka, která na filmovém plátně debutovala jako sedmnáctiletá v roce 1992 komedií Deutschfieber.

## Osobní život
Narodila se roku 1974 v Berlínu-Pankowě do lékařské rodiny. Otcovou specializací se stala ortopedie a chirurgie, matčinou anesteziologie. V rodném městě studovala mezi lety 1980–1990 vyšší polytechniku Ernsta Busche. Maturitu složila na škole Friedricha Lista v roce 1992. O deset let později promovala na Humboldtově univerzitě v Berlíně, kde absolvovala lékařství.
V mládí pracovala jako fotomodelka, například pro časopis Bravo. Pro hereckou kariéru nezískala žádné formální vzdělání, avšak prošla činoherním kurzem v newyorském Actors' Studio. Vedle televizního a filmového herectví, také působila na divadelní scéně.
V srpnu 2006 se vdala za chirurga Wolfganga Schwenka (nar. 1963). Do manželství, které bylo rozvedeno v roce 2013, se narodil syn (nar. 2007). Z předešlého vztahu měla již dceru (nar. 2002).

## Filmografie
- 2015 – Die Himmelsleiter – Sehnsucht nach morgen (televizní film)
- 2014 – Doktorspiele
- 2014 – Lola auf der Erbse
- 2014 – Die Vampirschwestern 2
- 2013 – Das Adlon. Eine Familiensaga (televizní seriál)
- 2013 – Černá díra (televizní film)
- 2013 – Eltern
- 2013 – Familie Sonntag auf Abwegen (televizní film)
- 2013 – Unsere Mütter, Unsere Väter (televizní film)
- 2012 – Der Doc und die Hexe - Nebenwirkungen (televizní film)
- 2012 – Vampírky
- 2012 – Vatertage – Opa über Nacht
- 2011 – Hindenburg (televizní film)
- 2011 – Ein Mörderisches Geschäft
- 2011 – Der Verdacht (televizní film)
- 2010 – Der Doc und die Hexe (televizní film)
- 2010 – Der Grosse Kater
- 2010 – Jerry Cotton
- 2009 – Lippelův sen
- 2009 – Ob ihr wollt oder nicht!
- 2008 – Náš vůdce
- 2008 – Prach času
- 2007 – Copacabana (televizní film)
- 2007 – Neues vom Wixxer
- 2007 – Ein Verlockendes Angebot (televizní film)
- 2007 – Vorne ist verdammt weit weg
- 2006 – Králíček Felix a stroj času
- 2006 – Reine Formsache
- 2006 – Die Tote vom Deich (televizní film)
- 2005 – Gefühlte Temperatur
- 2005 – Im Schwitzkasten
- 2005 – Die Nacht der großen Flut (televizní film)
- 2004 –  Außer Kontrolle (televizní film)
- 2004 – Seržant Pepper
- 2003 – Echte Männer? (televizní film)
- 2002 – Himmelreich auf Erden (televizní film)
- 2002 – Müde Krieger
- 2002 – Väter
- 2000 – Freunde
- 2000 – Marlene
- 2000 – V červenci
- 1999 – Bomby pod Berlínem (televizní film)
- 1999 – Dïe Häupter meiner Lieben
- 1998 – Cukr pro bestii (televizní film)
- 1998 – Mammamia (televizní film)
- 1998 – Der Pirat (televizní film)
- 1997 – Anděl strážný (televizní film)
- 1997 – Boomtown Berlin (televizní seriál)
- 1997 – Dumm gelaufen
- 1997 – Klepání na nebeskou bránu
- 1997 – Život - stavba povolena
- 1996 – Workaholic
- 1996 – Zwei Leben hat die Liebe (televizní film)
- 1995 – Alles außer Mord - Das Kuckucksei (televizní film)
- 1995 – Ex (TV film)
- 1995 – Nur der Sieg zählt (televizní film)
- 1995 – Unter der Milchstraße
- 1993 – Ich und Christine
- 1992 – Deutschfieber